# Caonillas Arriba (Utuado)
Caonillas Arriba es un barrio ubicado en el municipio de Utuado en el estado libre asociado de Puerto Rico. En el Censo de 2010 tenía una población de 296 habitantes y una densidad poblacional de 34,58 personas por km².

## Geografía
Caonillas Arriba se encuentra ubicado en las coordenadas 18°15′00″N 66°37′54″O / 18.25000, -66.63167. Según la Oficina del Censo de los Estados Unidos, Caonillas Arriba tiene una superficie total de 8.56 km², de la cual 7,81 km² corresponden a tierra firme y (8,8 %) 0,75 km² es agua.

## Demografía
Según el censo de 2010, había 296 personas residiendo en Caonillas Arriba. La densidad de población era de 34,58 hab./km². De los 296 habitantes, Caonillas Arriba estaba compuesto por el 91,22 % blancos, el 4,39 % eran afroamericanos, el 4,39 % eran de otras razas. Del total de la población el 99,32 % eran hispanos o latinos de cualquier raza.